# Venturia minuta
Venturia minuta är en svampart som beskrevs av M.E. Barr 1968. Venturia minuta ingår i släktet Venturia och familjen Venturiaceae.   Inga underarter finns listade i Catalogue of Life.